# Bérkut (traje espacial)

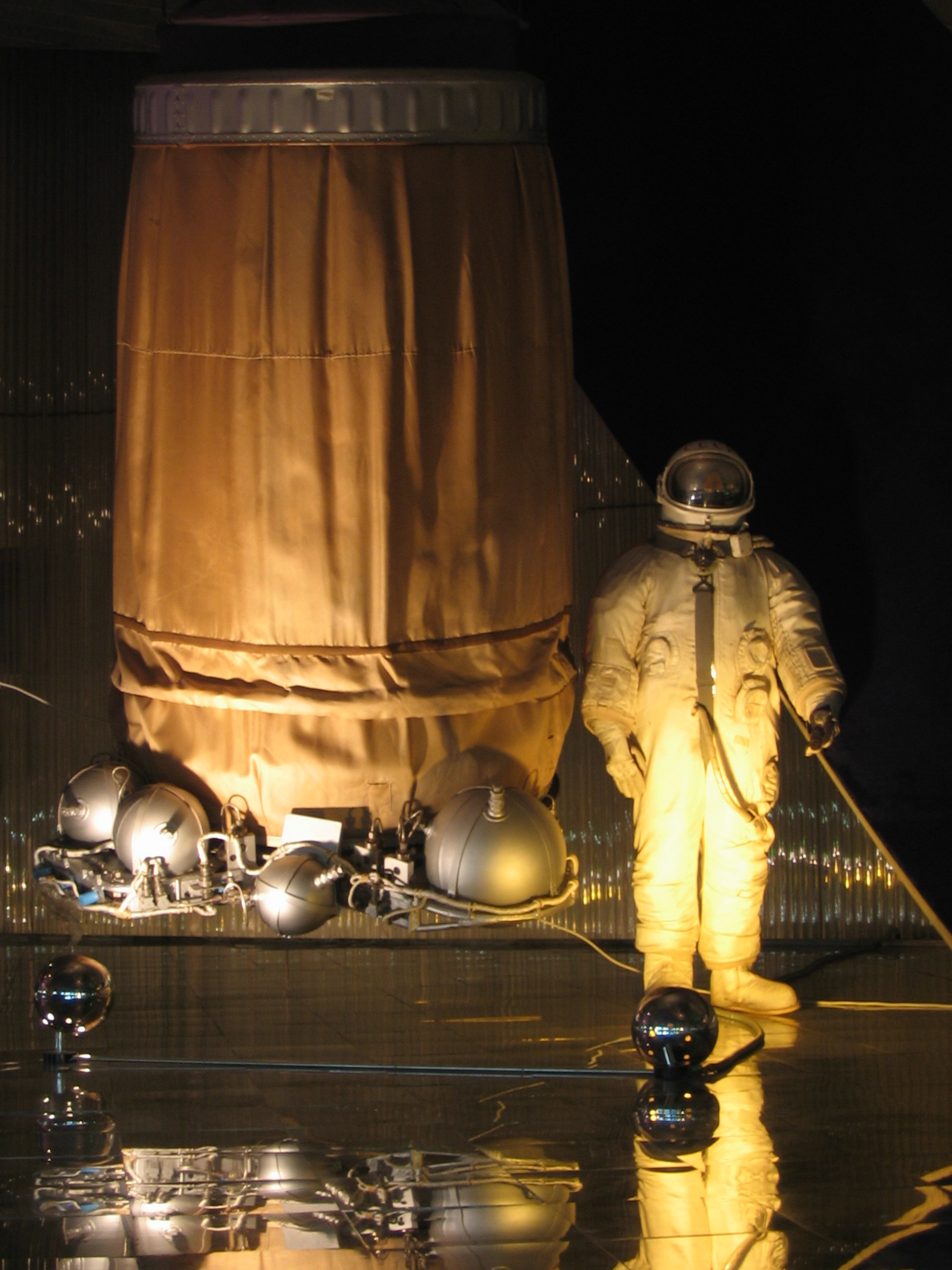
Réplicas de la esclusa de la Vosjod 2 y del trajet Berkut usado por Leonov.

Berkut fue el nombre de un tipo de traje espacial soviético desarrollado a partir del traje espacial Sokol utilizado en las cápsulas Vostok, y que voló una única vez, durante la misión Vosjod 2, donde fue usado por Alekséi Leónov en la primera caminata espacial de la Historia, el 18 de marzo de 1965.
A diferencia de otros trajes en los que los suministros se proporcionan a través de un cordón umbilical, el Berkut disponía de un sistema de control ambiental de ciclo abierto. El oxígeno era utilizado tanto como respirable como refrigerante y se almacenaba en una mochila metálica situada a la espalda. Una válvula de descompresión liberaba directamente al espacio el dióxido de carbono, la humedad, el oxígeno no consumido y el calor sobrante. La válvula podía ajustarse para funcionar a dos presiones diferentes: 0,27 o 0,40 atmósferas. El astronauta disponía de oxígeno para hasta 45 minutos de actividad en un ambiente despresurizado.
Debido a la rigidez del traje Leonov tuvo dificultades para volver a entrar en la Vosjod 2, y hasta que activó la válvula de descompresión del traje no pudo cerrar la esclusa de la nave, empapado en sudor por el esfuerzo.